# Гольф-клуб
«Гольф-клуб» (англ. Caddyshack, ін. назва «Хлопчик для гольфу») — комедійний фільм режисера Гарольда Реміса. Світова прем'єра відбулась 25 липня 1980 року.
У 1988 році було відзнято другу частину фільму «Гольф-клуб 2».

## Сюжет
Гольф... Спокійний, розмірений і інтелігентний вид спорту... Чом би не так! В нашому клубі любителів цієї гри бурлять небачені пристрасті! Ось, наприклад, Карл Спаклер, божевільний доглядач поля, вже оголосив Третю Світову Війну...ховраху-терористу.
А важливий суддя Смайлз такий одержимий грою, що не помічає, як його чарівна племінниця хтиво поглядає на «місцевих» чоловіків. А самовдоволений плейбой Тай Уебб? Він чудово б'є по м'ячу, але не підозрює, що йому самому скоро наддадуть, як слід! Повне божевілля, скажете ви. Ні! Просто наші герої злегка гольфануті!

## В головних ролях
- Чеві Чейз (Chevy Chase) - Тай Уебб
- Родні Денджерфілд (Rodney Dangerfield) - Аль Червік
- Тед Найт (Ted Knight) - Суддя Еліу Смайлз
- Майкл О'Кіф (Michael O'Keefe) - Денні Нунан
- Білл Мюррей (Bill Murray) - Карл Спаклер
- Сара Голкомб (Sarah Holcomb) - Меґґі О'Гуліґен
- Скотт Коломбі (Scott Colomby) - Тоні Д'Аннунціо
- Сінді Морґан (Cindy Morgan) - Лейсі Андеролл
- Ден Різін (Dan Resin) - д-р Біпер
- Генрі Вілкоксон (Henry Wilcoxon) - Єпископ Пікерінґ

## Місця знімання фільму
- Boca Raton Resort & Club, місто Бока-Ратон (Boca Raton), штат Флорида, США;
- м. Форт-Лодердейл (Fort Lauderdale), Флорида, США;
- Rolling Hills Golf & Tennis Club, місто Дейві (Davie), Флорида, США.

## Музика з фільму
- «I'm Alright», «Lead the Way», «Mr. Night» - Kenny Loggins
- «Something on Your Mind» - Hilly Michaels
- «There She Goes» - The Beat
- «Anyway You Want It» - Journey
- «Summertime Blues» - Eddie Cochran
- «Boogie Wonderland» - Earth Wind & Fire and The Emotions
- «Ballad of the Green Berets» - Bill Murray
- «Waltz of the Flowers» («Вальс квітів» з балету «Лускунчик») - Петро Ілліч Чайковський
- «The Gold Diggers' Song (We're in the Money)» (грала коли лунав автомобільний сигнал) - Harry Warren